# Bandiera degli Stati Federati di Micronesia
La bandiera degli Stati Federati di Micronesia è stata adottata il 30 novembre 1978. Il campo blu rappresenta l'oceano Pacifico, mentre le quattro stelle rappresentano i quattro gruppi di isole della federazione: Chuuk, Pohnpei, Kosrae e Yap.
Un disegno simile ma con sei stelle fu in uso dal 1965 per il Territorio fiduciario delle Isole del Pacifico. Le stelle in più rappresentavano Palau, le Isole Marshall e le Isole Marianne Settentrionali, che scelsero di non partecipare alla federazione (Kosrae era all'epoca parte di Pohnpei, quindi le due erano rappresentate da una sola stella).

Bandiera del Territorio Fiduciario delle Isole del Pacifico